# 克里斯蒂安·埃斯皮诺萨
克里斯蒂安·奥马尔·埃斯皮诺萨（西班牙語：Cristian Omar Espinoza，1995年4月3日—）是一名阿根廷职业足球运动员，司职边锋，效力于美国职业足球大联盟俱乐部圣何塞地震队。

## 俱乐部生涯

### 飓风竞技俱乐部
埃斯皮诺萨出生于布宜诺斯艾利斯，毕业于飓风竞技俱乐部青训营。 2013 年 3 月 24 日，他在阿根廷乙级联赛主场2-2战平 科尔多瓦学院 的比赛中下半场替补出场，完成了一线队首秀。 
5 月 26 日，埃斯皮诺萨在主场 3-1 战胜北克鲁塞罗的比赛中打入了本队的第三粒进球，这也是他的第一个职业比赛进球。 随后，他成为了球队常规首发球员，并在2014 年攻入两球帮助球队升入甲级联赛。

2015年5月3日，埃斯皮诺萨在阿根廷甲级联赛中首次亮相，当时球队客场1-1战平罗萨里奥中央队。他在 8 月 2 日打进个人在甲级联赛中的第一个进球，并且在比赛中梅开二度最终帮助球队以 3-3 战平北十字军。

### 比利亚雷亚尔
2016年8月4日，埃斯皮诺萨与西甲球队比利亚雷亚尔签订了一份为期五年的合同。 十五天后，他被租借至阿拉维斯队直到赛季结束。 
埃斯皮诺萨在 2016 年 8 月 28 日首次在西甲比赛中亮相，这场比赛中他替补伊拜 戈麦斯出场。

2017 年 1 月 31 日，他被租借至西乙球队 皇家巴利亞多利德足球俱樂部 直至 6 月。
2015年5月3日，埃斯皮诺萨在阿根廷足球主要赛事中首次亮相，当时球队客场1-1战平罗萨里奥中央队。他在该类别中的第一个进球是在 8 月 2 日打进的，在 3-3 战平北十字军的比赛中梅开二度。

### 圣何塞地震
2019 年 1 月 2 日，埃斯皮诺萨被租借至美国职业足球大联盟球队圣何塞地震队，为期一个赛季。  12月11日，他以创俱乐部纪录的转会费永久加盟圣何塞。 

## 国家队职业生涯
2014年12月11日，埃斯皮诺萨入选阿根廷20岁以下青年队 32 人名单，参加在乌拉圭举行的2015年南美青年足球锦标赛。 他被纳入最后的征召名单中， 并于 1 月 14 日在比赛中首次亮相，在第三场比赛中首发并助攻托马斯·马丁内斯，帮助球队以 5：2 战胜厄瓜多尔。

## 荣誉
个人
- 美国职业足球大联盟全明星： 2023 [9]